# Gottgläubig

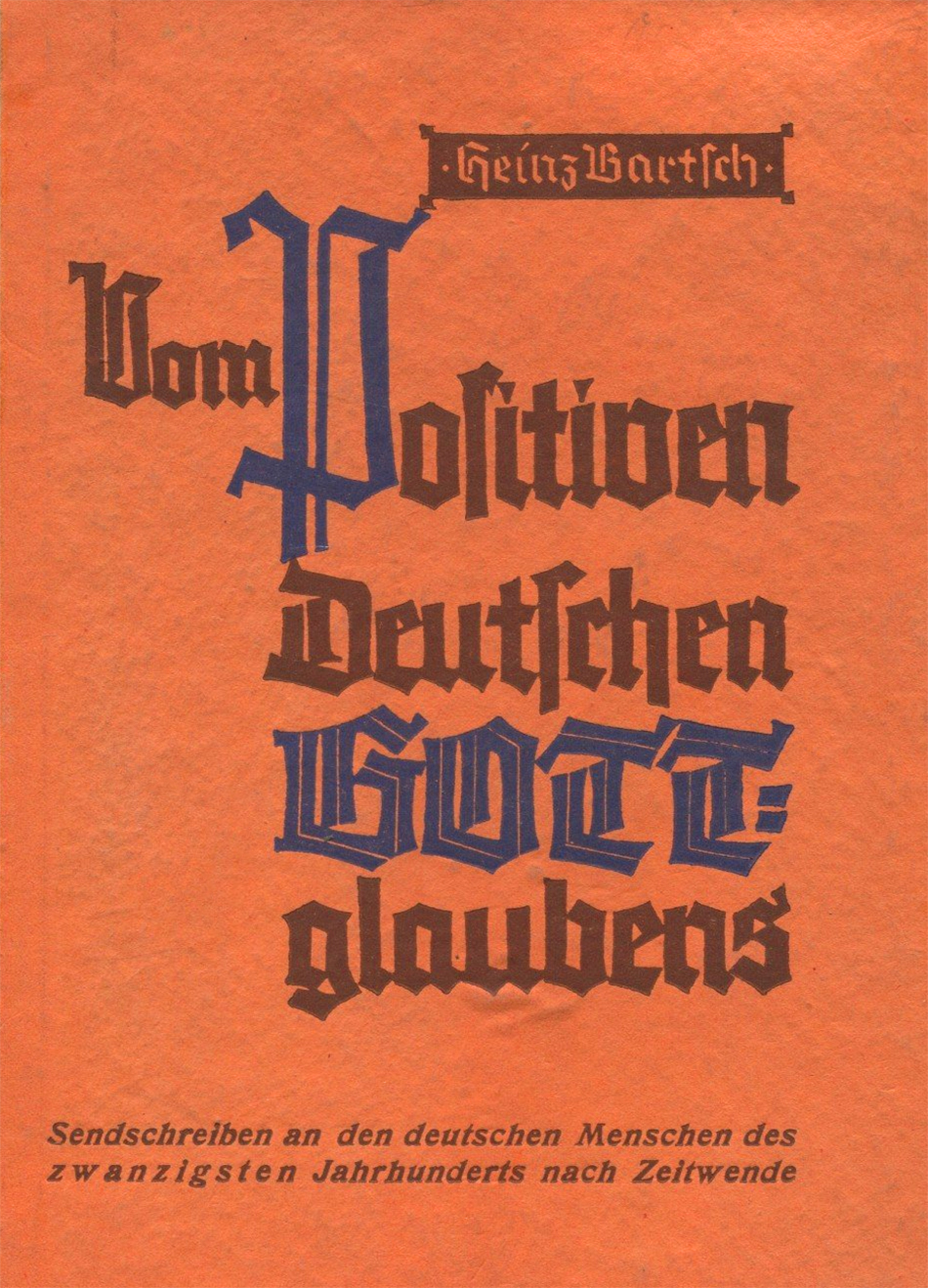
Sobre a crença positiva alemã em Deus (1939)

Na Alemanha Nazista, Gottgläubig (lit.  "Acreditando em Deus")  era um termo religioso nazista para uma forma de não denominação e deísmo praticado por cidadãos alemães que haviam oficialmente abandonado as igrejas cristãs, mas professavam fé em algum poder superior ou criador divino. Essas pessoas eram chamadas de Gottgläubige ("crentes em Deus"), e o termo para o movimento geral era Gottgläubigkeit ("crença em Deus"); o termo denota alguém que ainda acredita em um Deus, embora sem ter qualquer afiliação religiosa institucional. Esses nazistas não eram favoráveis às instituições religiosas de sua época, nem toleravam o ateísmo de qualquer tipo em suas fileiras. O Dicionário Filosófico de 1943 definiu Gottgläubig como: "designação oficial para aqueles que professam um tipo específico de piedade e moralidade, sem estar vinculado a uma denominação religiosa, mas também rejeitando a irreligião e a impiedade". O Gottgläubigkeit era uma forma de deísmo e era "predominantemente baseado em visões criacionistas e deístas". No censo de 1939, 3,5% da população alemã foi identificada como Gottgläubig.

## Origens
No programa de 1920 do Partido Nazista (NSDAP), Adolf Hitler mencionou pela primeira vez a frase "Cristianismo Positivo". O Partido Nazista não queria vincular-se a uma denominação cristã específica, mas ao cristianismo em geral, e procurava a liberdade religiosa para todas as denominações "desde que não pusessem em perigo a sua existência ou se opusessem aos sentidos morais da raça germânica." (ponto 24).
Quando Hitler e o NSDAP chegaram ao poder em 1933, eles buscaram afirmar o controle estatal sobre as igrejas, por um lado, por meio do Reichskonkordat com a Igreja Católica Romana e, por outro, pela fusão forçada da Confederação da Igreja Evangélica Alemã com a Igreja Protestante do Reich. Esta política parece ter corrido relativamente bem até ao final de 1936, quando um "piorar gradual das relações" entre o Partido Nazi e as igrejas viu a ascensão do Kirchenaustritt ("abandono da Igreja"). Embora não houvesse uma directiva oficial de cima para baixo para revogar a filiação à igreja, alguns membros do Partido Nazi começaram a fazê-lo voluntariamente e pressionaram outros membros a seguirem o seu exemplo. Aqueles que deixaram as igrejas foram designados como Gottgläubige ("crentes em Deus"), um termo oficialmente reconhecido pelo Ministro do Interior Wilhelm Frick em 26 de novembro de 1936. Ele enfatizou que o termo significava dissociação política das igrejas, não um ato de apostasia religiosa. O termo "dissidente", que alguns que abandonaram a igreja usaram até então, era associado a estar "sem crença" (glaubenslos), enquanto a maioria deles enfatizava que ainda acreditava em Deus e, portanto, exigia uma palavra diferente.
O ideólogo do Partido Nazi Alfred Rosenberg foi o primeiro a abandonar a sua igreja a 15 de Novembro de 1933, mas durante os três anos seguintes seria o único líder Nazi proeminente a fazê-lo. No início de 1936, os líderes da SS Heinrich Himmler e Reinhard Heydrich encerraram sua filiação à Igreja Católica Romana, seguidos por vários Gauleiter, incluindo Martin Mutschmann ( Saxônia), Carl Röver (Weser-Ems) e Robert Heinrich Wagner (Baden). No final de 1936, especialmente os membros do partido católico romano abandonaram a igreja, seguidos em 1937 por uma onda de membros do partido, principalmente protestantes. O status religioso de Adolf Hitler é uma questão de debate entre historiadores; Joel Krieger afirma que Hitler havia abandonado a Igreja Católica, e a secretária particular de Hitler, Traudl Junge, relatou que Hitler não era membro de nenhuma igreja; isso também foi confirmado por outra secretária de Hitler, Christa Schroeder. Segundo alguns historiadores como Michael Phayer e Klaus Scholder, Hitler foi excomungado da igreja. No entanto, as mudanças nas visões religiosas reais de Adolf Hitler permanecem obscuras devido a relatos conflitantes de associados de Hitler, como Otto Strasser, Martin Bormann, Joseph Goebbels e outros.

## Política de desconfessionalização
Após chegar ao poder em 1933, os altos quadros do Partido Nazista concluíram que sua visão de mundo era incompatível com o cristianismo, mesmo que fosse considerado muito arriscado declarar isso publicamente; por isso, o partido ainda estava comprometido com o cristianismo positivo no papel. Durante o congresso do partido em 1934, Hitler declarou: "As religiões também só fazem sentido se servirem para preservar a substância viva da humanidade". Hitler esclareceu que por humanidade ele se referia à parte supostamente "superior" da humanidade — a raça ariana. O cristianismo positivo não teve sucesso e, como a hipótese nazista de que Jesus Cristo era um "ariano" e não judeu se tornou insustentável, discussões posteriores sobre o assunto foram suprimidas. Em vez disso, foi decidido que o partido deveria prosseguir uma política de separação completa do estado nazista do cristianismo.
Para conseguir isso, o Ministro do Interior Wilhelm Frick propôs uma política de "desconfessionalização", que pressupunha remover cautelosamente as comunidades religiosas da cultura e identidade alemãs sem alterar a relação legal entre o Estado e as igrejas. Rudolf Hess expandiu esse conceito e cunhou seu próprio termo: "denominacionalização". Hess embarcou nessa política expurgando a influência religiosa do partido nazista; em novembro de 1935, ele ordenou que todas as principais figuras do partido "se abstivessem de qualquer interferência em assuntos religiosos ou da igreja", incluindo ações individuais. Bormann também contribuiu para essa política ao implementar um programa de espionagem sobre clérigos alemães sob o lema de garantir a neutralidade religiosa. Posteriormente, Hess começou a implementar políticas que afetavam todos os membros do NSDAP. Em maio de 1936, ele proibiu os membros do partido de pertencerem a associações estudantis e acadêmicas cristãs e, em junho de 1936, os membros do partido não foram autorizados a participar de nenhum evento religioso enquanto usassem emblemas ou uniformes do partido.
Em 1937, esta política foi intensificada ainda mais por um decreto de novembro de 1937, no qual Bormann proibiu todos os membros do partido de comparecerem a "eventos denominacionais dentro e fora da igreja e reuniões de outras comunidades ideológicas", com comunidades religiosas como o "Movimento de Fé Alemão" (em alemão: Deutsche Glaubensbewegung) e "Conhecimento Alemão de Deus (Casa de Ludendorff)" (em alemão: Deutsche Gotterkenntnis (Haus Ludendorff)) sendo explicitamente mencionadas como comunidades ideológicas; a única exceção a essa regra foi concedida no caso de funerais. Aqui, a política também começou a visar diretamente as igrejas, explicando as novas leis como uma forma de garantir a "neutralidade" tanto das igrejas quanto do estado. A imprensa católica foi severamente limitada e efetivamente proibida, com o historiador alemão Friedrich Zipfel comentando: "As possibilidades de publicação foram tão severamente restringidas que, em última análise, não era mais possível pensar em realmente informar as pessoas da igreja". As autoridades da igreja que continuaram a publicar jornais da igreja ou a se comunicar com outras congregações foram ameaçadas com confiscos, prisões e processos legais, e foram reprimidas pela SS ou pela repressão policial.
De acordo com essa política, a "Gottgläubigkeit" não denominacional promovida pelo estado nazista era "não apenas estranha ao cristianismo, mas oposta a ele". Seguindo um código moral baseado no "senso de moralidade e ética da raça germânica", a Gottgläubigkeit nazista não tentou mais contestar as origens judaicas do cristianismo como os primeiros conceitos do cristianismo positivo fizeram, mas sim abraçou o fato e o usou para se manifestar contra o "espírito judaico" que estava presente no cristianismo. A Bíblia foi denunciada como um produto do "fabulismo judaico", e os dogmas das igrejas cristãs, especialmente da Igreja Católica, foram ridicularizados. Comentando sobre o dogmatismo do catolicismo, Hitler observou: "Eu não me importo com dogmas." Descrevendo o caráter não dogmático do Gottgläubigkeit, Hitler o descreveu como "adoração em forma solene sem disputas partidárias teológicas, com um tom fraternal de amor genuíno sem teatro humilde e conversa fiada vazia, sem aqueles vestidos repugnantes e saias femininas... Você pode servir a Deus apenas em trajes heróicos." Isso deu ao não denominacionalismo promovido pelos nazistas um caráter muito vago.
No final das contas, a política foi considerada malsucedida e não teve efeito considerável. Mesmo na SS, defensora do sentimento anticristão, a maioria dos membros ainda pertencia a uma igreja cristã. No final de 1938, 25% de todos os membros da SS tornaram-se Gottgläubig, ultrapassando o catolicismo, que já era severamente sub-representado e relativamente raro entre as tropas da SS. No entanto, quase 50% da SS permaneceram membros de igrejas protestantes. Entre a população em geral, a Igreja Católica, que era o principal alvo da política antirreligiosa nazista, quase não sofreu deserções e uma esmagadora maioria dos Gottgläubiger veio de igrejas protestantes onde as influências "cristãs-germânicas" ou reichskirchliche ganharam força. Em Berlim, onde a Gottgläubigkeit teve mais sucesso, 77% da população da cidade era protestante antes da introdução da política nazista, com os católicos representando 10% da população e 13% pertencendo a outras religiões (incluindo os judeus, que representavam 4% da população de Berlim). Em 1939, 10% da cidade tornou-se gottgläubig, enquanto o protestantismo caiu para 70% e as religiões não cristãs para 8%. Enquanto isso, o catolicismo de Berlim não só não foi afetado pela Gottgläubigkeit, mas cresceu ligeiramente para 11% da população.

A população gottgläubig estava presente quase exclusivamente em grandes cidades. Berlim tinha uma porcentagem excepcionalmente alta de Gottgläubiger, que representavam 10% da população da cidade. Em seguida vieram Hamburgo (7,2%), Viena (6,2%) e Turíngia (5,79%). Observou-se que a Gottgläubigkeit provou ser mais bem-sucedida em áreas anticlericais, o que tornou as grandes cidades suscetíveis à política antirreligiosa nazista. O caráter anticristão de Gottgläubigkeit foi afirmado pela liderança nazista, com Bormann escrevendo em 1941:
As concepções nacional-socialistas e cristãs são incompatíveis. As igrejas cristãs constroem sobre a incerteza das pessoas e tentam manter esse medo na maior parte possível da população, pois somente dessa forma as igrejas cristãs podem manter seu poder. Em contraste, o nacional-socialismo repousa sobre fundamentos científicos. O cristianismo tem fundamentos inalteráveis, que foram estabelecidos há quase 2000 anos e que se endureceram em dogmas estranhos à realidade. Por outro lado, o nacional-socialismo, se sua tarefa deve ser cumprida, deve sempre ser voltado para as descobertas mais recentes da pesquisa científica. ... Segue-se da incompatibilidade dos conceitos nacional-socialistas e cristãos que devemos rejeitar um fortalecimento das confissões cristãs existentes.  – Richard Steigmann-Gall, The Holy Reich: Nazi Conceptions of Christianity, 1919–1945 (2003), p. 245.

## Demografia
Censo Religioso Alemão de 1939:
Pessoas que se identificaram como Gottgläubig poderiam ter uma ampla gama de crenças religiosas, incluindo o cristianismo não clerical, o neopaganismo germânico, um teísmo não cristão genérico, o deísmo, e o panteísmo. No entanto, a Gottgläubigkeit era considerada uma forma de deísmo e era "predominantemente baseada em visões criacionistas e deístas". A rigor, os Gottgläubigen nem sequer eram obrigados a rescindir a sua filiação à igreja, mas eram fortemente encorajados a fazê-lo. Os Gottgläubigen também incluíam ateus que escolheram essa identificação para expressar seu apoio ao NSDAP ou para evitar o rótulo negativamente associado ao ateísmo, pois era associado ao "bolchevismo ateu".
Por decreto do Ministério do Interior do Reich de 26 de novembro de 1936, este descritor religioso foi oficialmente reconhecido nos registros governamentais. O censo de 17 de maio de 1939 foi a primeira vez que cidadãos alemães puderam se registrar oficialmente como Gottgläubig . De 79,4 milhões de alemães, 2,7 milhões de pessoas (3,5%) afirmaram ser Gottgläubig, em comparação com 42,8 milhões de protestantes (54%), 32,3 milhões de católicos (40,5%),  314.000 judeus (0,4%), 86.000 adeptos de outras religiões (0,1%, incluindo neopagãos germânicos, budistas, hindus, muçulmanos e outras seitas e movimentos religiosos) e 1,2 milhões (1,5%) que não tinham fé (glaubenslos . Paradoxalmente, os alemães que viviam em áreas urbanas, onde o apoio ao Partido Nazi era mais baixo, eram os mais propensos a se identificarem como Gottgläubig, sendo as cinco taxas mais altas encontradas em Berlim (10,2%), Hamburgo (7,5%), Viena (6,4%), Düsseldorf (6,0%) e Essen (5,3%).
A maioria dos Gottgläubigen veio de anticlericais e protestantes, com um relatório da SS de 1939 escrevendo que "pode-se ter certeza de que a parcela protestante da população demonstra maior apreço pela luta e pela tarefa da SS e, portanto, é mais prontamente recrutada [para Gottgläubigkeit] do que a [porção] católica". Antes de lançar a campanha anticonfessional, o partido nazista promoveu o protestantismo, com Himmler chegando a afirmar que "ser protestante é ser germânico, mas também que ser germânico é ser protestante". A propaganda nazista descreveu Lutero como um rebelde contra a Igreja Católica "judaica" e os "papas judeus", retratando as Reformas Protestantes como uma luta que "sempre foi uma marca registrada do sangue germânico ou do sangue alemão"; inversamente, os membros do partido promoveram "Sobre os Judeus e Suas Mentiras" de Lutero e usaram passagens dele como uma justificativa do antissemitismo nazista.
De acordo com Richard Steigmann-Gall, na Áustria "os protestantes estavam na vanguarda do apoio ao nazismo e à reintegração da Áustria na Alemanha". Depois de 1933, a Áustria e a região dos Sudetos experimentaram um grande aumento de conversões do catolicismo para o protestantismo, com essa tendência incluindo o líder do SdP dos Sudetos, Konrad Henlein, que se converteu por "convicção e amor por seu Volk". Em 1941, Bormann observou que aqueles que se converteram ao protestantismo depois de 1933, consequentemente, deixaram a igreja para se tornarem gottgläubig, mostrando que as conversões ao protestantismo e depois Gottgläubigkeit foram manifestações de apoio ao partido nazista.
O termo Gottgläubig ainda apareceu esporadicamente alguns anos após o fim da Segunda Guerra Mundial e foi reconhecido no censo de 1946 dentro da Zona de Ocupação Francesa, antes de desaparecer dos documentos oficiais.

## Himmler e a SS

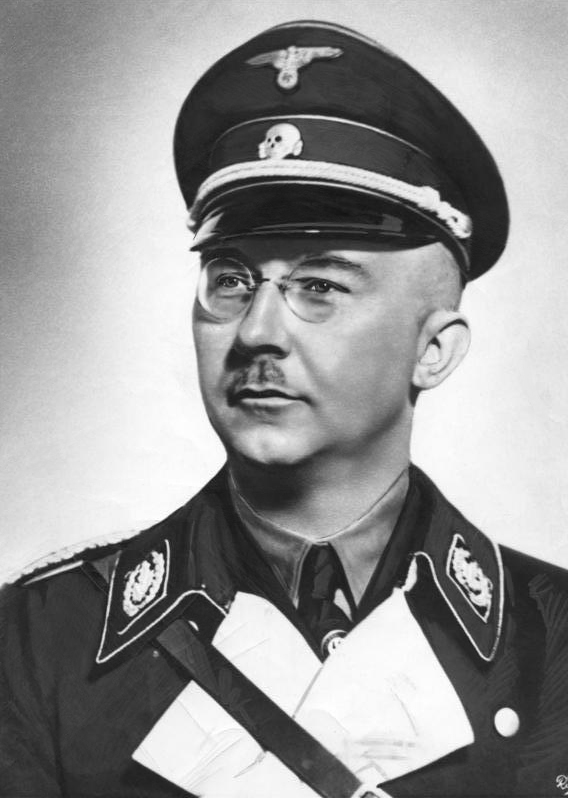
Heinrich Himmler: "Acreditamos em um Deus Todo-Poderoso que está acima de nós; ele criou a Terra, a Pátria e o Volk, e nos enviou o Führer. Qualquer ser humano que não acredita em Deus deve ser considerado arrogante, megalomaníaco e estúpido e, portanto, não adequado para a SS."

O Reichsführer-SS Heinrich Himmler, ele próprio um antigo católico romano, foi um dos principais promotores da fé de Gottgläubig. Ele era particularmente hostil ao cristianismo, aos seus valores, às igrejas e ao seu clero. Himmler via todo o cristianismo e o sacerdócio como nada mais que uma união indecente, com a maioria de seu sacerdócio constituindo "uma liga erótica homossexual de homens" cujo único propósito era criar e manter um "bolchevismo de vinte mil anos". ”  Para o Reichsführer-SS, o cristianismo era a maior praga lançada pela história, e ele exigia que fosse tratada adequadamente. Uma canção favorita dos storm troopers tinha este refrão: “Camaradas storm troopers, enforquem os judeus e coloquem os padres contra a parede.” 
Ele insistiu na existência de um Deus criador, que favoreceu e guiou o Terceiro Reich e a nação alemã, como anunciou à SS: "Acreditamos em um Deus Todo-Poderoso que está acima de nós; ele criou a Terra, a Pátria e o Volk, e nos enviou o Führer. Qualquer ser humano que não acredita em Deus deve ser considerado arrogante, megalomaníaco e estúpido e, portanto, não adequado para a SS." Ele não permitiu ateus na SS, argumentando que sua "recusa em reconhecer poderes superiores" seria uma "fonte potencial de indisciplina".
Himmler não estava particularmente preocupado com a questão de como rotular esse poder superior; Deus Todo-Poderoso, o Ancião, Destino, "Waralda", Natureza, etc. eram todos aceitáveis, desde que se referissem a algum "poder superior que criou este mundo e o dotou com as leis de luta e seleção que garantiam a existência contínua da natureza e a ordem natural das coisas". De acordo com Himmler, "Somente aquele que se opõe à crença em um poder superior é considerado ímpio"; todos os outros eram Gottgläubig, mas deveriam estar fora da igreja. Os membros da SS foram pressionados a identificar-se como Gottgläubig e a revogar a sua filiação à igreja, se necessário sob ameaça de expulsão.
Os registos de pessoal da SS mostram que a maioria dos seus membros que abandonaram as igrejas onde foram criados, o fizeram pouco antes ou pouco depois de se juntarem à SS. Os membros do Sicherheitsdienst (SD) eram o corpo mais disposto dentro da SS a se retirar de suas denominações cristãs e mudar sua filiação religiosa para a fé Gottgläubig em 90%. Dos oficiais da SS, 74% dos que se juntaram à SS antes de 1933 o fizeram, enquanto 68% dos que se juntaram à SS depois de 1933 acabariam se declarando Gottgläubige. Dos membros gerais da SS, 16% haviam abandonado suas respectivas igrejas no final de 1937.